# Waigeum dinawa
Waigeum dinawa är en fjärilsart som beskrevs av George Thomas Bethune-Baker 1908. Waigeum dinawa ingår i släktet Waigeum och familjen juvelvingar. Inga underarter finns listade i Catalogue of Life.